# Crooked Creek, Alberta
Crooked Creek är en ort i Kanada.   Den ligger i provinsen Alberta, i den centrala delen av landet, 3 100 km väster om huvudstaden Ottawa. Crooked Creek ligger 662 meter över havet och antalet invånare är 1 121.
Terrängen runt Crooked Creek är lite kuperad. Trakten runt Crooked Creek är nära nog obefolkad, med mindre än två invånare per kvadratkilometer.. Det finns inga andra samhällen i närheten.
Trakten runt Crooked Creek består till största delen av jordbruksmark.